# ۱۱۸ (عدد)
۱۱۸ (عدد)
۱۱۸(صد و هجده) یک عدد طبیعی است که بعد از ۱۱۷ و قبل از ۱۱۹ قرار دارد.